# Diogodiasia
Diogodiasia is een geslacht van vlinders uit de familie van de houtboorders (Cossidae). De wetenschappelijke naam van dit geslacht is voor het eerst voorgesteld door Roman Viktorovitsj Jakovlev in een publicatie uit 2022. Hij vernoemde dit geslacht naar de 15e-eeuwse Portugese ontdekkingsreiziger Diogo Dias, die als eerste Europeaan Madagaskar ontdekte.
De soorten van dit geslacht komen voor op Madagaskar.

## Soorten
- Diogodiasia catalai Yakovlev, 2022
- Diogodiasia crassilineatus (Gaede, 1929)
- Diogodiasia martini Yakovlev, 2022